# Operculina brownii
Operculina brownii är en vindeväxtart som beskrevs av V. Ooststr. Operculina brownii ingår i släktet Operculina och familjen vindeväxter. Inga underarter finns listade i Catalogue of Life.